# Imre Kőszegi
Imre Kőszegi (* 6. Dezember 1944 in Budapest) ist ein ungarischer Schlagzeuger des Modern Jazz.

## Leben
Kőszegi erhielt bis zum vierzehnten Lebensjahr Klavierunterricht; dann stieg er aufs Schlagzeug um. Seit 1963 war er Mitglied in einer Band um Aladár Pege, die den ungarischen Radio-Jazz-Wettbewerb gewann. 1972 und 1974 spielte er auf dem Festival Jazz Ost-West in Nürnberg. 1975 war er mit seiner Gruppe „Rhythm and Brass Co.“ in der Bundesrepublik Deutschland auf Tournee. Mit seinem international zusammengesetzten Quartett reiste er ab 1980 durch Europa; ihm gehörten Zbigniew Namysłowski, Pianist László Gárdonyi und Bassist Jack Gregg an. Daneben arbeitete er auch mit Gábor Szabó, Attila Zoller, Hans Koller, Fritz Pauer, Carmell Jones, Leo Wright, Tony Lakatos oder Jiří Stivín. 1984 nahm er eine Platte mit Lajos Dudas auf. Darüber hinaus spielte er mit Tony Scott, Pony Poindexter, Teddy Wilson, Charlie Mariano, Ted Curson, Milcho Leviev, Frank Zappa, Allan Praskin, Kai Winding, Jo Mikovich oder Hannes Beckmann. 
Kőszegi gilt als der führende ungarische Jazzdrummer. Er unterrichtet an der Budapester Musikakademie und hat mehrere Lehrbücher verfasst. Er war weiterhin als Präsident der ungarischen Jazzföderation tätig und wurde mit mehreren Preisen ausgezeichnet.

## Lexigraphische Einträge
- Martin Kunzler: Jazz-Lexikon. Band 1: A–L (= rororo-Sachbuch. Bd. 16512). 2. Auflage. Rowohlt, Reinbek bei Hamburg 2004, ISBN 3-499-16512-0.